# Eugenio De Renzi
Eugenio De Renzi (Peschiera del Garda, 26 dicembre 1875 – Sanremo, agosto 1947) è stato un generale italiano che si distinse particolarmente come militare durante la prima guerra mondiale sia sul fronte del Carso che in Tripolitania. Durante il corso della battaglia di Vittorio Veneto guidò i suoi uomini alla conquista del Monte Pertica. Nel dopoguerra fu comandante del 42º Reggimento fanteria "Modena", del 157º Reggimento fanteria "Liguria" e dell'11º Reggimento bersaglieri. Decorato con due medaglie d'argento al valor militare, una Croce di guerra al valor militare, due Croci al merito di guerra, fu insignito dei titoli di Grande ufficiale dell'Ordine della Corona d'Italia e di Ufficiale dell'Ordine dei Santi Maurizio e Lazzaro.

## Biografia
Nacque a Peschiera del Garda il 26 dicembre 1875, figlio di Giuseppe e Carlotta Vedova. La madre morì quando lui aveva dieci anni e egli iniziò a frequentare il collegio napoletano Giovanni Pontano, passando poi alla Scuola militare Nunziatella. Nel 1894 si arruolò nel Regio Esercito, iniziando a frequentare la Regia Accademia militare di fanteria e cavalleria di Modena, da cui uscì il 30 ottobre 1896 con il grado di sottotenente, assegnato all'arma di fanteria, corpo dei bersaglieri. Prestò inizialmente servizio presso il 12º Reggimento bersaglieri di stanza a Sanremo. Nella cittadina ligure conobbe la signorina Miriam Parea, che sposò nel 1899. Promosso tenente nel 1900, fu ufficiale addetto al vettovagliamento e poi, dal 1902, divenne aiutante maggiore del comandante, distinguendosi in alcuni lavori topografici.
Nel 1908 venne distaccato presso il 3º Reggimento del genio telegrafisti come ufficiale addetto all'istruzione del plotone allievi sergenti.
Il 30 ottobre 1911 divenne capitano e fu assegnato al 10º Reggimento bersaglieri. Non partecipò ai combattimenti sostenuti dal suo reggimento in Libia durante la guerra italo-turca, in quanto rimase in Italia.
Alla fine del 1913 fu trasferito in servizio presso il Comando del V Corpo d'armata e l’anno successivo divenne “applicato” presso lo Stato maggiore dello stesso Corpo d'armata.
Dopo l'entrata in guerra del Regno d'Italia, avvenuta il 24 maggio 1915, prestò servizio presso il comando del V Corpo d'armata, che faceva parte della 1ª Armata del tenente generale Roberto Brusati impegnata sul fronte del Trentino, dal Passo dello Stelvio al Passo Cereda. All'inizio del 1916 fu trasferito allo Stato maggiore del neocostituito XXII Corpo d'armata, venendo promosso maggiore il 15 febbraio dello stesso anno. Nel maggio successivo, durante la Strafexpedition, il XXII Corpo d'armata entrò a far parte della nuova 5ª Armata del tenente generale Pietro Frugoni, appositamente costituita per bloccare l'offensiva nemica. Il 22 dicembre assunse il comando del 67º Battaglione bersaglieri di nuova costituzione.
Verso la metà del luglio 1917 fu trasferito al Regio corpo truppe coloniali della Tripolitania in qualità di Capo di stato maggiore della Piazza di Tripoli, dipendendo direttamente dal comandante militare della regione Tripolitania, il maggior generale Giuseppe Cassinis, ed indirettamente dal governatore, il generale Giovanni Ameglio. Il 16 settembre fu promosso tenente colonnello.
Malgrado la rivalità esistente tra i due generali, cercò di fare del suo meglio, partecipando alla conquista di Maarmura e Funduk (19 luglio) e a quella di Zanzur (9 settembre), fatti che migliorarono la situazione della piazzaforte di Tripoli, estendendo la zona sotto il diretto controllo italiano oltre i limiti del campo trincerato. Dopo l'esito infausto della battaglia di Caporetto e la successiva attestazione dei reparti dell'esercito sulla linea del Piave, nel mese di dicembre fu richiamato in Italia. 
Fu brevemente a disposizione del Comando Supremo di Padova e poi, il 28 dicembre, destinato al 3º Battaglione del 146º Reggimento fanteria della Brigata Catania, al comando del generale Angelo Martinengo di Villagana.
Partecipò alla battaglia del solstizio e poi, assunto il comando del 3º Battaglione del 41º Reggimento fanteria della Brigata Modena, a quella di Vittorio Veneto durante le fasi della conquista del Monte Pertica. Questa ardita e vittoriosa operazione gli valse l'appellativo di "Conquistatore del Pertica". Al termine delle operazioni risultava decorato con due Medaglie d'argento al valor militare.
Ufficiale di stretta osservanza monarchica, nel 1923 ritornò al Distretto Militare di San Remo, dove rimase fino all'agosto 1925, quando, su sua domanda, fu trasferito al comando del 42º Reggimento fanteria, sempre di stanza a Sanremo. Promosso colonnello nel 1926, assunse il comando del 157º Reggimento fanteria "Liguria" e del presidio militare di Zara.
Nel 1931 fu trasferito a Bologna come Comandante del Distretto Militare, distinguendosi nell'opera di riorganizzazione, tanto che, il 1º ottobre 1932, assunse il comando dell'11º Reggimento bersaglieri, inquadrato successivamente nella 1ª Divisione celere "Eugenio di Savoia" di stanza in Friuli.
Il 14 settembre 1933 fu promosso generale di brigata, con l'incarico di Ispettore di mobilitazione della Divisione militare territoriale di Piacenza. Assegnato al Comando del Corpo d'armata di Firenze, fu promosso generale di divisione il 26 dicembre 1937. Non ricoprì alcun incarico operativo durante la seconda guerra mondiale, vivendo sempre a Firenze.  Rimasto vedovo nel corso del 1946, si spense a Sanremo nell'agosto del 1947.

### Annotazioni
1. ↑  Il fratello di Miriam, il conte Carlo Parea, banchiere, fu parlamentare e presidente della Camera dei deputati del Regno d'Italia nel 1929.
2. ↑  La coppia ebbe quattro figli: Carlotta (29 luglio 1900), Luigi (28 agosto 1901), Bianca (20 marzo 1903) e Giovanna (29 maggio 1912).
3. ↑  Si trattava di un vecchio ufficiale coloniale, massone, che non era nella grazie del governatore Ameglio.
4. ↑  La moglie si era spenta a Barberino di Mugello, dove era stato commissario prefettizio, e fu sepolta nel locale cimitero.

### Fonti
1. 1 2 3 4 5 6 7  Eugenio De Renzi.
2. 1 2 3 4 5 6  Eugenio De Renzi.
3. ↑   Bollettino ufficiale delle nomine, promozioni e destinazioni negli ufficiali e sottufficiali del R. esercito italiano e nel personale dell'amministrazione militare, 1921,  p. 1316. URL consultato il 10 marzo 2020.
4. ↑  Eugenio De Renzi.
5. 1 2  Eugenio De Renzi.
6. 1 2 3 4 5  Eugenio De Renzi.
7. 1 2   Bollettino ufficiale delle nomine, promozioni e destinazioni negli ufficiali e sottufficiali del R. esercito italiano e nel personale dell'amministrazione militare, 1931,  p. 3196. URL consultato il 10 marzo 2020.
8. ↑  Supplemento Ordinario della Gazzetta del Regno d'Italia n. 169 del 20 luglio 1942, pag. 21.